# Bellevue (Wisconsin)
Bellevue – wieś w Stanach Zjednoczonych, w stanie Wisconsin, w hrabstwie Brown.